# 12음주의

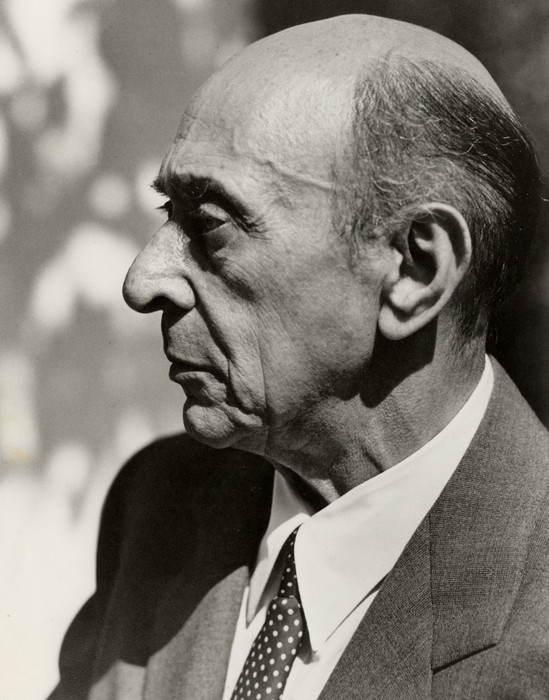
12음주의의 창시자 아르놀트 쇤베르크.

12음주의(Dodecaphonism, Twelve-tone technique)는 아르놀트 쇤베르크가 창시한 작곡 기법이다.
쇤베르크는 1908년의 《현악 사중주 2번》의 끝악장에서 무조의 서법을 사용한 뒤부터 몇몇 음 그룹의 음정관계를 카덴차 구조에 대신하는 1종의 악곡통일을 위한 형식으로서 쓰는 ‘음렬기법’을 써왔으며, 마침내는 옥타브 안의 12반음을 전혀 중복없이 써서 음렬을 만들고 이를 바탕으로 하여 전곡의 모든 선율적, 화성적 요소를 구성하는 작곡법에 도달하여 이를 ‘12음기법’이라 불렀다. 이 12음 기법은 피보나치 수열에서 영감을 얻었다.  그리고 12음기법은 무조음악을 이론화한 것이라고 볼 수 있다. 쇤베르크가 12음기법으로 음렬을 구성할 때에 자연배음에서 유도된 조성이 지니는 자연의 근거를 무시하지 않고 배음이 주는 협화도나 도미넌트 관계를 고려한 점이라든가 바로크나 고전형식을 쓰고 있음은 신고전주의적 정신과 관계가 없진 않다.
12음기법은 제1·2차 세계대전 동안은 제자인 안톤 베베른과 알반 베르크가 계승하였으며 제2차 세계대전 후에 보편화하여 이 기법을 사용한 작곡가는 급격하게 늘어났다.

## 같이 보기
- 밀턴 배빗
- 아르놀트 쇤베르크
- 에른스트 크레네크

## 참고 문헌
- 이 문서에는 다음커뮤니케이션(현 카카오)에서 GFDL 또는 CC-SA 라이선스로 배포한 글로벌 세계대백과사전의 내용을 기초로 작성된 글이 포함되어 있습니다.